# Esquí acrobático

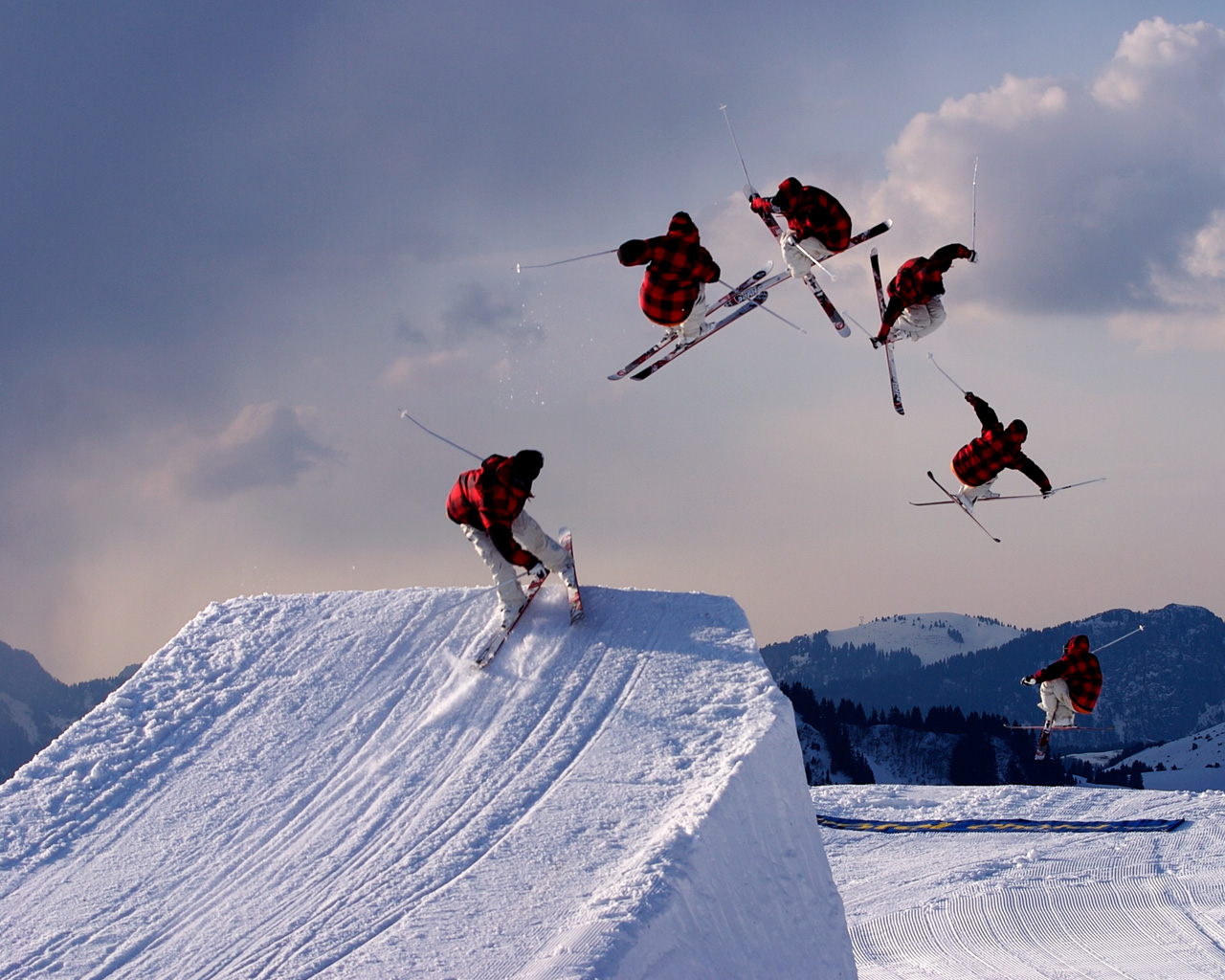
Secuencia de un salto de esquí acrobático.

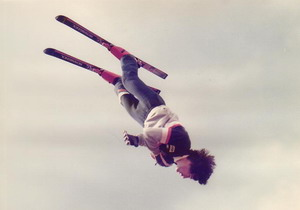
Salto mortal, correspondiente a la modalidad aerial de este deporte.

El esquí acrobático, esquí estilo libre o freestyle es una prueba deportiva de esquí, en la que los esquiadores deben tomar saltos y realizar trucos.
Existen dos grandes especialidades diferenciadas, los saltos aéreos o aerial, en el que se efectúan saltos acrobáticos que deben ser valorados por un jurado; y los baches o mogul, en el que se desciende por una escarpada pendiente de nieve plagada de baches y montículos (bumps), a lo largo de la cual deben efectuar diversos saltos acrobáticos.

## Historia
Esta modalidad de esquí comenzó en los años 1930, cuando esquiadores noruegos comenzaron a realizar acrobacias durante entrenamientos de esquí alpino y nórdico. Más tarde se comenzaron a realizar exhibiciones de esquiadores no profesionales en los Estados Unidos, dando forma a lo que más tarde se llamaría esquí acrobático, o de estilo libre. Las técnicas de saltos se desarrollaron alrededor de 1950, por el medallista de oro olímpico Stein Eriksen.
El esquí acrobático continuó su progresión y desarrollo a lo largo de los 1960 y 1970. Las normas de las versiones libres eran muy abiertas, o simplemente se carecía de ellas, siendo un deporte de alto riesgo, con frecuentes lesiones de rodilla entre los deportistas profesionales.
La Federación Internacional de Esquí reconoció el esquí acrobático como deporte en 1979, y estableció nuevos reglamentos y criterios de certificación de atletas y técnicas de salto, tratando de eliminar en lo posible los factores de peligro de las competiciones. Las primeras series de la Copa del Mundo se disputaron en 1980, y el primer Campeonato Mundial tuvo lugar en 1986, en Tignes, Francia. El esquí acrobático fue un evento de demostración en los Juegos Olímpicos de Calgary 1988. La especialidad de baches se añadió al programa olímpico en los juegos de 1992, y los saltos aéreos en los juegos de 1994.

## Saltos aéreos
Los saltos de la especialidad aerial se efectúan desde plataformas de madera, colocadas en el suelo y cubiertas de nieve. Las plataformas terminan en una rampa empinada, que permite realizar saltos de hasta 15 m. Durante el salto, los profesionales realizan múltiples volteretas y giros antes de aterrizar sobre una pista inclinada entre 34 y 39 grados, y unos 30 m de longitud. Los mejores especialistas masculinos pueden llegar a efectuar saltos triples mortales (tres volteretas) de espaldas, a la vez que cuatro o cinco tirabuzones. Los cuádruples mortales hacia atrás se han realizado en espectáculos, pero no son legales en competición.
Hay dos modalidades de competición en saltos aéreos: los saltos de frente y los invertidos. En los primeros, los movimientos en los que los pies del esquiador sobrepasan en altura a su cabeza no están permitidos. Esta es la modalidad más común para los deportistas jóvenes o inexpertos. En los saltos invertidos, el esquiador puede efectuar saltos mortales.
Los saltos de los esquiadores son valorados por un jurado. En la puntuación de un salto se tienen en cuenta la técnica en el despegue (en un 20%), el salto en sí (50%) y el aterrizaje (30%). Dependiendo del tipo de salto se incluye un grado de dificultad, asociado a una máxima puntuación posible para el salto.
La mayor parte de los entrenamientos de los profesionales tienen lugar durante los meses de verano, en los que se detiene el calendario de competiciones. Para estos entrenamientos se suelen usar plataformas de salto instaladas para aterrizar en una piscina. Los trampolines se construyen de madera y se recubren de un plástico especial, que ayudado por una buena lubricación ayuda a simular el comportamiento de las pistas de nieve. En el momento del aterrizaje, una ráfaga de aire asciende desde el fondo de la piscina, con el fin de minimizar la magnitud del impacto sobre la superficie del agua.
Se denomina deporte extremo.

## Baches
Las competiciones de baches empezaron a aparecer poco después de que las de saltos se hiciesen populares. Durante una prueba de baches, los esquiadores deben deslizarse a lo largo de una pista con múltiples montículos (llamados moguls), a la vez que realizar dos saltos. La ladera es especialmente inclinada, normalmente entre 22 y 32 grados y una longitud de unos 250 m. Los saltos de esta especialidad son tan altos como los que se efectúan en aerial, y aunque recientemente se han empezado a realizar, los saltos mortales si están permitidos.
Los descensos de los esquiadores también son puestos a valoración de un jurado, que valora la técnica de esquí y los giros en un 50%, los saltos realizados en un 25% y la velocidad en otro 25%.
Hay dos tipos de competiciones, individual y en paralelo. En la primera, un único esquiador realiza su descenso y los jueces lo califican. En las pruebas en paralelo, dos esquiadores descienden simultáneamente por pistas paralelas y similares, el primero en llegar y que no haya tenido fallos en los saltos es el ganador de la manga y pasa a la siguiente ronda.

## Ski CrossSX
El Esquí Cross o esquí de campo a través es una competición del esquí acrobático en la que los participantes o las participantes, descienden una pista en la que se intercalan saltos big air.  Se diferencia del esquí alpino en que el descenso es en grupo. 

## Esquiadores destacados
| Varones - Henrik Harlaut - JP Auclair - Hermann Reitberger - Rune Kristiansen - Trace Worthington - Eric Laboureix - Edgar Grospiron - Janne Lahtela - Lloyd Langlois - Fabrice Becker - Alain Laroche - Mikael Kingsbury - Jean-Luc Brassard - Steve Omischl - Alex Bilodeau - Alex Bilodeau - Lane Spina - Heini Baumgartner - Nicolas Fontaine - Sergei Shupletsov - Richard Schabl - Nelson Carmichael - Ian Edmondson - Ivan Kuray | Mujeres - Sarah Burke - Conny Kißling - Jan Bucher - Donna Weinbrecht - Hannah Kearney - Kari Traa - Marie-Claude Asselin - Ophelie David - Elena Batalova - Jennifer Heil - Jacqui Cooper - Ellen Breen - Hilary Engish - Christine Rossi - Raphaelle Monod - Meredith Gardner - Nina Li - Kirstie Marshall - Maja Schmid - Lydia Lassila - Nikki Stone - Mary Jo Tiampo - Tatjana Mittermayer - Stine Lise Hattestad - Veronica Brenner |